# Stopplaats Sterkamp
Stopplaats Sterkamp is een voormalige halte aan de spoorlijn Zwolle - Stadskanaal tussen Ommen en Mariënberg. De stopplaats was geopend van 1929 tot 1930. De halte bestond uit een eenvoudig onverhard perron, dat nog tot de elektrificatie van de spoorlijn eind jaren 80 aanwezig was.
Nabij de spoorweghalte, op de Besthemerberg, destijds onderdeel van het landgoed Eerde, werden door de Indiase spirituele leraar Krishnamurtu de Sterkampen gehouden. In 1941 werd op dit terrein het Duitse strafkamp Erika gevestigd.
0: Zwolle ·
5: Herfte-Veldhoek ·
8: Marshoek-Emmen ·
12: Dalfsen ·
15: Rechteren ·
19: Vilsteren ·
23: Ommen ·
25: Sterkamp ·
29: Junne ·
31: Beerze ·
34: Mariënberg ·
37: Bergentheim ·
Brucht ·
42: Hardenberg ·
45: Baalder-Radewijk ·
48: Gramsbergen ·
50: De Haandrik ·
55: Coevorden ·
59: Dalen ·
62: Dalerveen ·
66: Nieuw Amsterdam ·
70: Emmen Zuid ·
71: Emmen Bargeres ·
72: Zuidbarge ·
75: Emmen ·
79: Weerdinge ·
82: Valthe ·
87: Exloo ·
93: Buinen ·
95: Drouwen ·
100: Gasselternijveen ·
103: Tweede Dwarsdiep ·
107: Stadskanaal